# Pihovec
Pihovec is een plaats in de gemeente Jalžabet in de Kroatische provincie Varaždin. De plaats telt 36 inwoners (2001).